# Марчисон Промонтори
71° 59′ 55″ N 94° 32′ 45″ W / 71.99861° С; 94.54583° З
Марчисон Промонтори (енгл. Murchison Promontory) је полуострво у северном делу Канаде у Нунавуту и представља најсевернију тачку континенталног дела Северне Америке.

## Географија
Смештен је на већем полуострву Бутија. Најсевернија тачка, то јест рт се налази на 72°00‘ сгш и 94°33‘ згд и зове се Зенит Поинт.
Рт је раздвојен три километра широким Белотовим пролазом, који дели полуострво од острва Самерсет.